# Великобудищанский сельский совет (Гадячский район)
Великобудищанский сельский совет (укр. Великобудищанська сільська рада) — входит в состав
Гадячского района
Полтавской области
Украины.
Административный центр сельского совета находится в 
с. Великие Будища.

## История
- 1917 — дата образования.

## Населённые пункты совета
- с. Великие Будища